# XXIX століття до н. е.

## Події
- правління в Стародавньому Єгипті Першої династії фараонів;

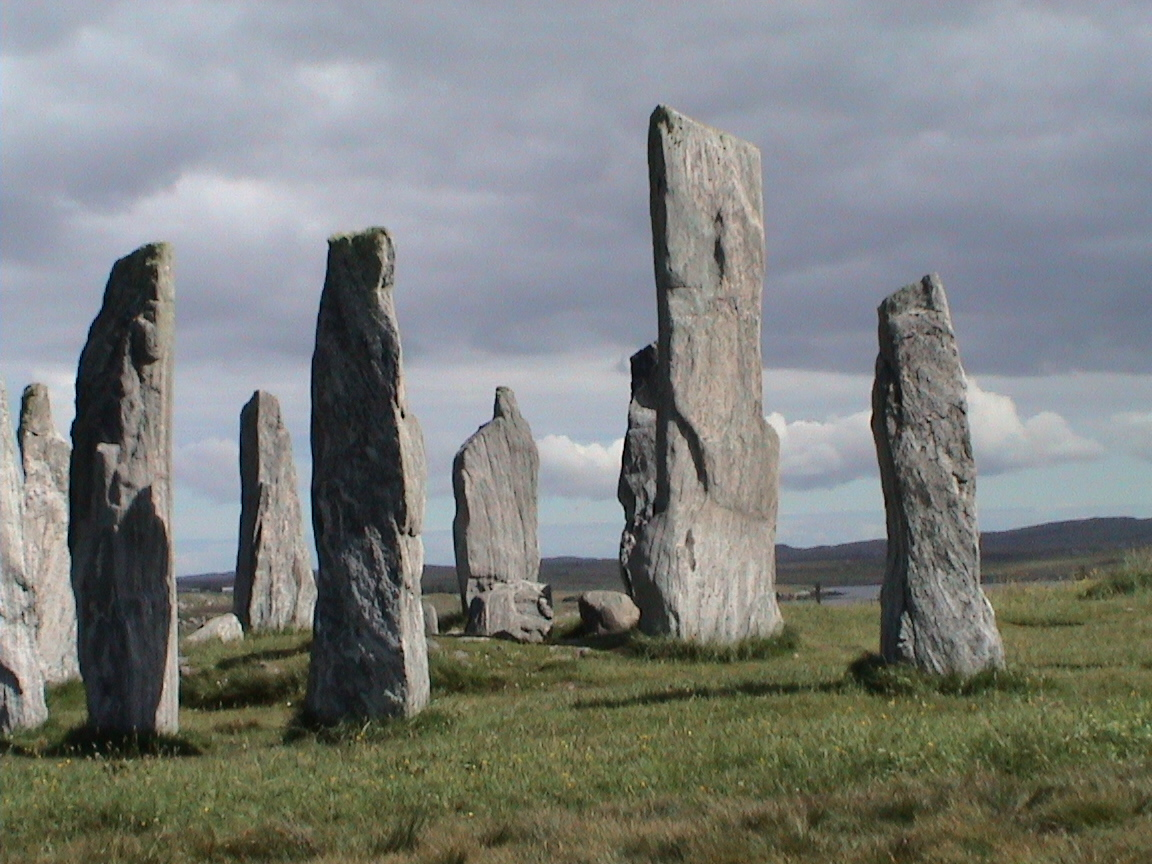
Калланіш, Шотландія

- Калланіш, Шотландіяпочаток зведення мегалітичного комплексу Калланіш, Зовнішні Гебриди, Шотландія[1].

## Винаходи, відкриття
- винайдені: мило в Давньому Вавилоні, ґудзик в долині річки Інд;

- відкриття шумерами Перської затоки, хребта Загрос і Анатолійського плоскогір'я;